# The Offspring
The Offspring es una banda de Hardcore punk estadounidense, formada en Huntington Beach, California, en 1984 bajo el nombre de Manic Subsidal. Actualmente está integrada por Dexter Holland, Noodles, Todd Morse, Jonah Nimoy y Brandon Pertzborn.
La banda ha sido una de las más influyentes en el resurgir del punk en la escena mainstream, abanderando la escena californiana de dichos géneros junto a Bad Religion, Rancid y NOFX a comienzos y mediados de los años 1990. Han vendido alrededor de 70 millones de copias en todo el mundo, de los cuales 14,5 millones son solamente copias despachadas en los Estados Unidos. Su cúspide comercial y artística fue alcanzada con el aclamado Smash de 1994, el álbum bajo sello independiente más vendido de la historia, con 17 millones de copias. El disco fue parte integrante, junto a Dookie de Green Day y Punk in Drublic de NOFX, de la revolución anteriormente mencionada.
Sin alcanzar el éxito de Smash, tuvieron una gran aceptación Ixnay On The Hombre (1997), con 6,5 millones de copias vendidas y sobre todo Americana (1998), que alcanzó las 19 millones de copias en todo el mundo a pesar de las críticas que lo tachaban de ser un disco demasiado comercial. Tras éste, le siguieron Conspiracy Of One (2000) y Splinter (2003), que continuaron la línea comercial de Americana, pero no alcanzaron ni su número de ventas ni su aceptación.
En 2005 lanzaron Greatest Hits, un CD recopilatorio de los grandes éxitos del grupo, y también el DVD Complete Music Video Collection, que incluía toda su videografía.
El 16 de junio del año 2008 salió a la venta Rise and Fall, Rage and Grace, el cual recibió una buena aceptación por parte de los seguidores de la banda.
Los dos primeros discos de estudio del grupo (The Offspring e Ignition) no tuvieron repercusión internacional, a pesar de ello, Ignition es considerado por los seguidores como uno de los mejores trabajos de la banda.[cita requerida]
En marzo de 2012 anuncian la finalización de su disco Days Go By, que salió a la venta el 26 de junio de 2012.
El décimo álbum de estudio de la banda, Let the Bad Times Roll, se lanzó el 16 de abril de 2021. Tras casi una década sin recibir material nuevo de estudio de la banda y con disco que de sonido recuerda mucho a sus orígenes, The offspring se planta con el que posiblemente sea su disco más maduro hasta la fecha. Sin dejar atrás el tono satírico que siempre los ha caracterizado la banda hace introspección en temas de actualidad como; La depresión, las adiciones y la guerra. "Let the bad times roll" como su propio nombre indica es un canto a la liberación social y en definitiva en un mensaje reduccionista a que todos los tiempos malos acaban pasando.
Este disco además es el primero que los chicos de California lanzan sin su bajista y miembro fundador Greg K quién abandonó la banda en 2020 tras largos litigios legales.
El undécimo álbum de estudio, Supercharged, se lanzará el 11 de octubre de 2024.

## Historia

### Orígenes y trayectoria
The Offspring dio sus primeros pasos cuando en 1984 unos amigos llamados Dexter Holland y Greg Kriesel, que tocaban en un pequeño grupo llamado Manic Subsidal, unieron sus carreras a la de Noodles, quien era conserje de la escuela donde estudiaban y un baterista llamado Ron Welty. Entonces decidieron cambiar el nombre del grupo por el definitivo: The Offspring.
Los comienzos fueron difíciles. Como no tenían una discográfica que les respaldase, en 1987, para su primer sencillo, tuvieron que pagar de su bolsillo los gastos de la publicación y apenas llegaron a las mil copias, creando una discográfica independiente llamada Black Label Records.
Pero en 1989 la suerte cambió para ellos. Tras varios rechazos, la firma Nemesis, una pequeña discográfica especializada en grupos punk, les aceptó la publicación de su primer álbum: The Offspring. Aunque no ganaron dinero, la publicación del disco les ayudó a darse a conocer e introducirse en la movida punk de California.
En 1992, a bordo de la Epitaph Records, The Offspring editan su segundo disco, Ignition, con 12 temas al más puro estilo punk.
En 1994 publican Smash, con el cual se les dio a conocer en todo el mundo. Junto a este éxito, vino también el de su vídeo promocional del tema "Come Out And Play", que estuvo muchas semanas en las pantallas de la MTV. Del disco Smash llegaron a venderse más de 8 millones de copias sólo en Estados Unidos.
En 1997 firmaron contrato con la Columbia Records, hecho que enfureció a sus admiradores, que consideraban que la banda se había vendido a una gran discográfica. Fruto de ese contrato fueron dos trabajos titulados Ixnay On The Hombre y Americana, con el que renovaron éxitos en todo el mundo y que les valió una gira mundial que les llevó incluso a tocar en el concierto Woodstock 99.
En noviembre del 2000 salió su disco Conspiracy of One y en 2003 Splinter. Posteriormente sacaron sus discos Rise And Fall, Rage And Grace, lanzado en 2008, y Days Go By en 2012. Su último trabajo, titulado Let the Bad Times Roll, se publicó en abril de 2021.

### The Offspring eIgnition(1986–1993)

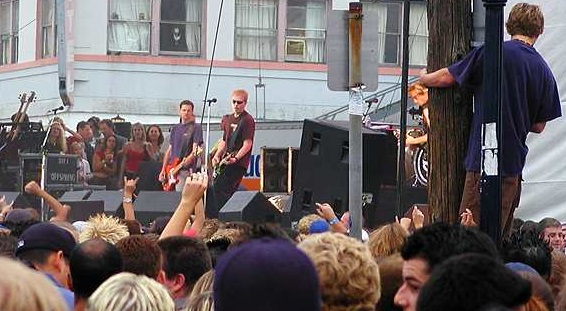
El grupo en 2001.

En 1986, la banda, ya como The Offspring, grabó su primer sencillo, "Blackball/I'll Be Waiting", mediante Black Label, su propio sello, y lograron vender 1000 copias de su primer 7". Poco después de la publicación del EP (en 1987), James Lilja abandonó la banda para seguir con su carrera médica en ginecología y fue reemplazado por Ron Welty, que en ese momento tenía 16 años y que procedía de una banda llamada FQX (Fuck Quality X-Rays). El destino jugó una irónica pasada a Welty y su nueva banda, ya que el joven baterista se unió de manera definitiva durante una actuación de Offspring teloneada por FQX, la antigua banda que había abandonado. Después de 3 años de ser rechazados por los sellos discográficos consiguieron un contrato con Nemesis Records, un pequeño sello discográfico de punk. Thom Wilson, que ya había trabajado con grupos como T.S.O.L., The Vandals y Dead Kennedys, produjo su primer álbum, autotitulado The Offspring, del que se lograron vender 3000 vinilos.
Una vez, grabando en West Beach Studio, conocieron a Brett Gurewitz, dueño de Epitaph Records y responsable del mayor éxito de punk hasta ese momento en el sur de California, Bad Religion. Le entregaron un demo pero a Gurewitz no le gustó su música y decidió no contratarlos. Sin embargo, el EP Baghdad lanzado en 1991 lo hace reconsiderar y así es como en 1992 The Offspring lanzó uno de los trabajos más aclamados actualmente por los seguidores del grupo y más reconocidos por la crítica punk: Ignition, bajo la firma de Epitaph.
En 1993 la banda comenzó una gira por Estados Unidos junto a Lunachicks y Pennywise, para más tarde viajar a Europa junto a NOFX, por aquel entonces compañeros en Epitaph.

### Smashy el éxito (1994–1997)
Pero el verdadero éxito llegó, de la forma más inesperada, en el año 1994, cuando el tercer disco de The Offspring, Smash salió al mercado el 19 de abril bajo la firma de Epitaph nuevamente. El primer corte del disco fue "Come Out And Play", el cual tuvo un éxito sorprendente alrededor del mundo. Su videoclip, hecho con muy pocos recursos, tuvo una gran circulación en MTV y otros canales de música. Los Sex Pistols, para muchos la banda más importante en la historia del punk, tardaron 26 años en vender la mitad de los CD que The Offspring había vendido en menos de 1 semana. El segundo sencillo y vídeo del álbum fue la canción "Self Esteem" que también se convirtió en un megahit consiguiendo, al igual que el anterior, llegar al número 1 de los charts de un gran número de países incluyendo Estados Unidos y el Reino Unido. El tercer sencillo fue "Gotta Get Away" que también tuvo una gran aceptación pero no como la de los anteriores. Por último la banda decidió convertir la canción "Bad Habit" en el cuarto sencillo del álbum, el cual no tuvo video pero igualmente lograría una gran repercusión en las radios y se convertiría en uno de los himnos de la banda.
El éxito de Smash fue increíble; logró vender más de 16 millones de copias, convirtiéndose en uno de los discos más exitosos de la historia y también en el álbum bajo un sello independiente más vendido en la historia. Pero lo importante no es que vendiera tantos millones de discos, sino que influenció a todo un elenco de bandas y abrió las puertas a toda una inundación de neopunk americano, punk metal, y a una tercera oleada de ska. Smash, junto con Dookie de la banda Green Day, marcaron el renacimiento del punk rock que parecía muerto en ese momento. Estos trabajos tendrían gran influencia en futuras bandas como Sum 41, entre otras. También les dio mayor popularidad a otras bandas ya consagradas bajo un sello independiente como NOFX y Pennywise (que estaban con Epitaph). Por otro lado, mucha gente destaca la importancia de Smash para la música debido a que demostró que se puede triunfar masivamente sin tener la necesidad de ser un producto de las multinacionales.

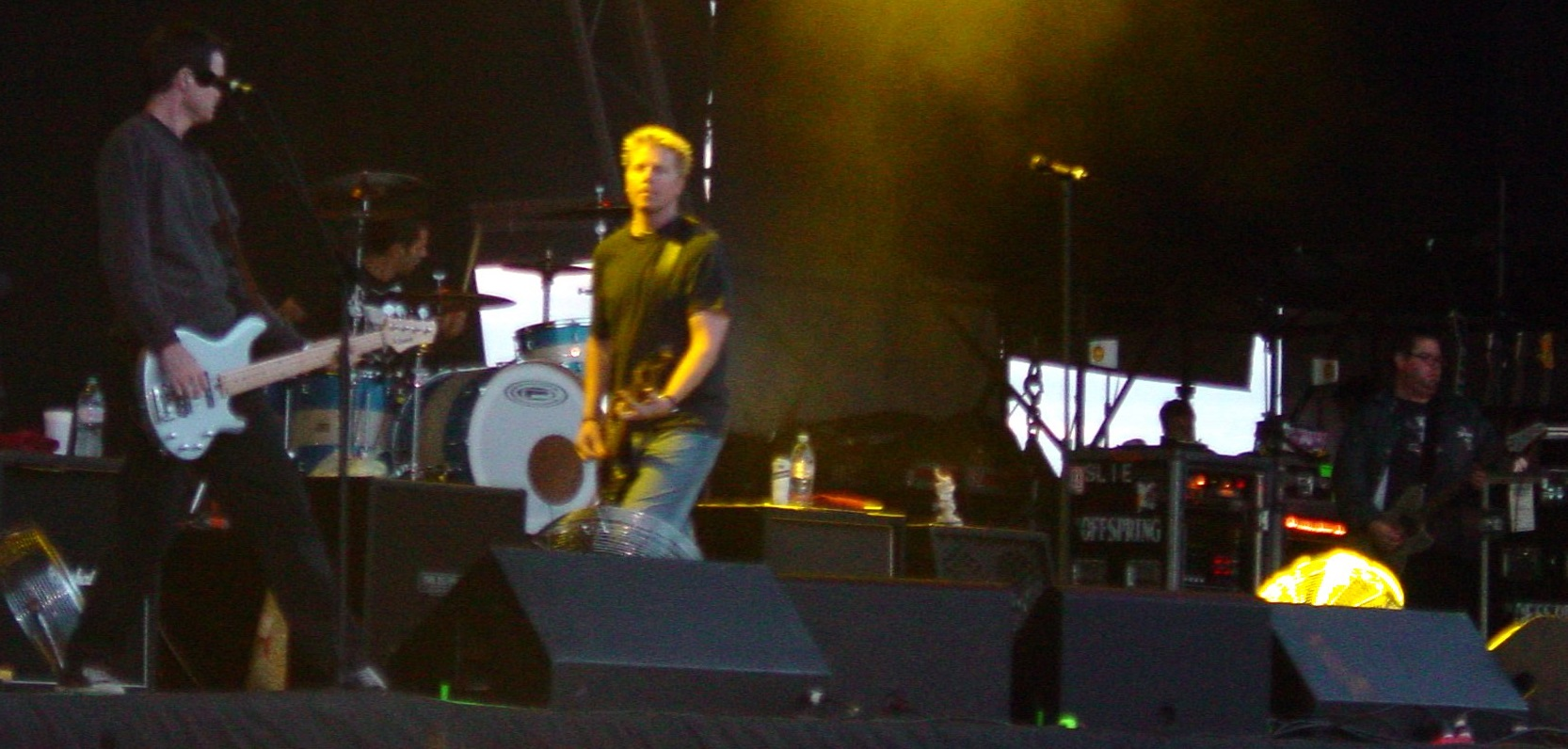
El grupo en la ciudad de Leeds en 2004.

La influyente revista británica Kerrang! colocó al álbum en el puesto 54 del "The Kerrang! 100 Albums You Must Hear Before You Die" (100 discos que debes escuchar antes de morir) y en "90 Essential Albums of the 90s" (90 discos esenciales de los 90). Robert Dimery hizo lo propio en su libro "1001 Albums You Must Hear Before You Die".
A pesar de ello, las revistas que les habían ayudado hasta entonces les retiraron su beneplácito, y les empezaron a tratar como a "otra banda de moda". Según Greg, estás críticas y acusaciones en las que se les calificaba de traidores (en referencia a que habían dejado de ser una banda "punk") venían de "hipócritas que nos critican por salir en la MTV, mientras se pasan las tardes viéndola. Nadie quiere tener un público tan infiel. Esa es la clase de gente que pretende que la música sea suya, que el punk sea algo así como su diario, un lugar privado en el que nadie puede entrar. Me revienta que no sean capaces de disfrutar con las cosas que les gustan cuando por fin se ponen de moda".[cita requerida]
Con el éxito de Smash, Holland tuvo los medios para fundar su propio sello discográfico en 1995, Nitro Records. El sello ha firmado a importantes bandas punk incluyendo AFI, The Vandals, T.S.O.L., The Damned y The Aquabats. The Offspring decidió relanzar su primer trabajo discográfico (The Offspring) bajo este sello, logrando vender más de 500.000 copias en todo el mundo. Adicionalmente, Ignition volvió al mercado y vendió más de 1 millón de copias. En 1995 The Offspring también constituyó parte de la banda sonora de la película Batman Forever con un cover de "Smash It Up", canción original de The Damned, el cual consigue posicionarse en los charts musicales.
Tras las buenas críticas de su anterior éxito, The Offspring comenzó a preparar su nuevo álbum en 1996. En ese momento The Offspring recibe una oferta de Columbia Records, una subdivisión de la multinacional Sony BMG Music Entertainment, para publicar 4 trabajos discográficos. Muchos de los seguidores de la banda vieron esta actitud como una traición y algunos fans tacharon a The Offspring de "vendidos". El 4 de febrero de 1997 la banda lanzó Ixnay On The Hombre, disco que no logró los altos registros de ventas de Smash, pero que gozó de buenos números dada la gran popularidad en aquel momento de la banda. Los singles "All I Want", "Gone Away", "The Meaning of Life" y "I Choose" permitieron a la banda alcanzar el número 9 del Billboard 200 de 1997 y vender 6 millones de discos.
Durante la gira de promoción de “Ixnay On The Hombre”, la banda toco por primera vez en escenarios sudamericanos, pasando por Chile, Argentina y Brasil en noviembre de 1997.

### Americana y el problema con Napster (1998–2002)

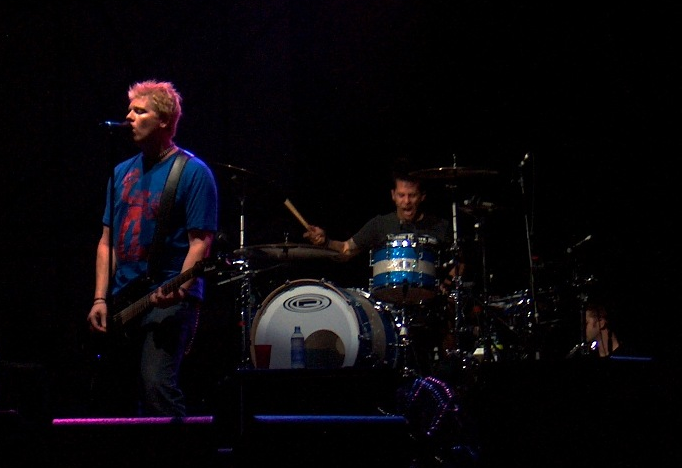
Dexter Holland y Atom Willard con la banda en Milán en septiembre de 2005.

En 1998, la banda volvió a vivir momentos de gran éxito, aunque salvando las distancias con Smash. El 17 de noviembre, Columbia Records lanzó Americana, que arrasó en las listas de ventas y se apoderó de la escena musical del momento gracias a un sonido mucho más comercial, especialmente con el primer sencillo "Pretty Fly (For a White Guy)", distribuido gratuitamente por internet y que se convirtió en la canción más descargada, con más de 22 millones de descargas en 10 semanas. Esta canción logró posicionarse en lo más alto de las listas estadounidenses, inglesas y australianas, convirtiéndose en un hit masivo. Tras el gran éxito que estaba cosechando el disco, la banda participó en la edición de 1999 del famoso festival de Woodstock, así como en los Reading/Leeds Festivals. Al pegadizo "Pretty Fly" le siguieron otros singles de gran éxito como el satírico "Why Don't You Get a Job?", "The Kids Aren't Alright" y "She's Got Issues". El álbum superó los 10 millones de discos vendidos. En paralelo comenzaron tiempos extraños para la banda, ya que se involucraron en manifestaciones en favor de Napster. A finales de 1999, Offspring decidió sacar su primer DVD titulado también "Americana". Este contiene actuaciones en directo, vídeos de acrobacias en moto, bicicleta y skate, los videos caseros de las canciones "Nitro", "Burn It Up", "Mota" y "Cool to Hate".
Llegó el año 2000 y la banda se vio envuelta en problemas con su discográfica, Columbia. La idea de la banda de Holland era lanzar su nuevo disco a través de internet, mediante su web oficial. Además, como se ha mencionado anteriormente, la banda comenzó a abanderar una serie de protestas en favor de Napster, llegando incluso a distribuir gratuitamente todo tipo de merchandising con el logo de la compañía y lemas como "salvemos a Napster". Sin embargo e irónicamente, la propia Napster realizó un comunicado prohibiendo a la banda californiana el uso de publicidad de la empresa con su logo porque violaban sus derechos e imágenes de copyright. La contradicción en que incurrió la empresa enfureció a sus clientes, que consideraban que Napster siempre había abogado por la libre distribución de contenidos en la red y, además, era desaprovechar una oportunidad que les brindaban artistas y grupos como los propios Offspring, Smashing Pumpkins, Limp Bizkit o Courtney Love.

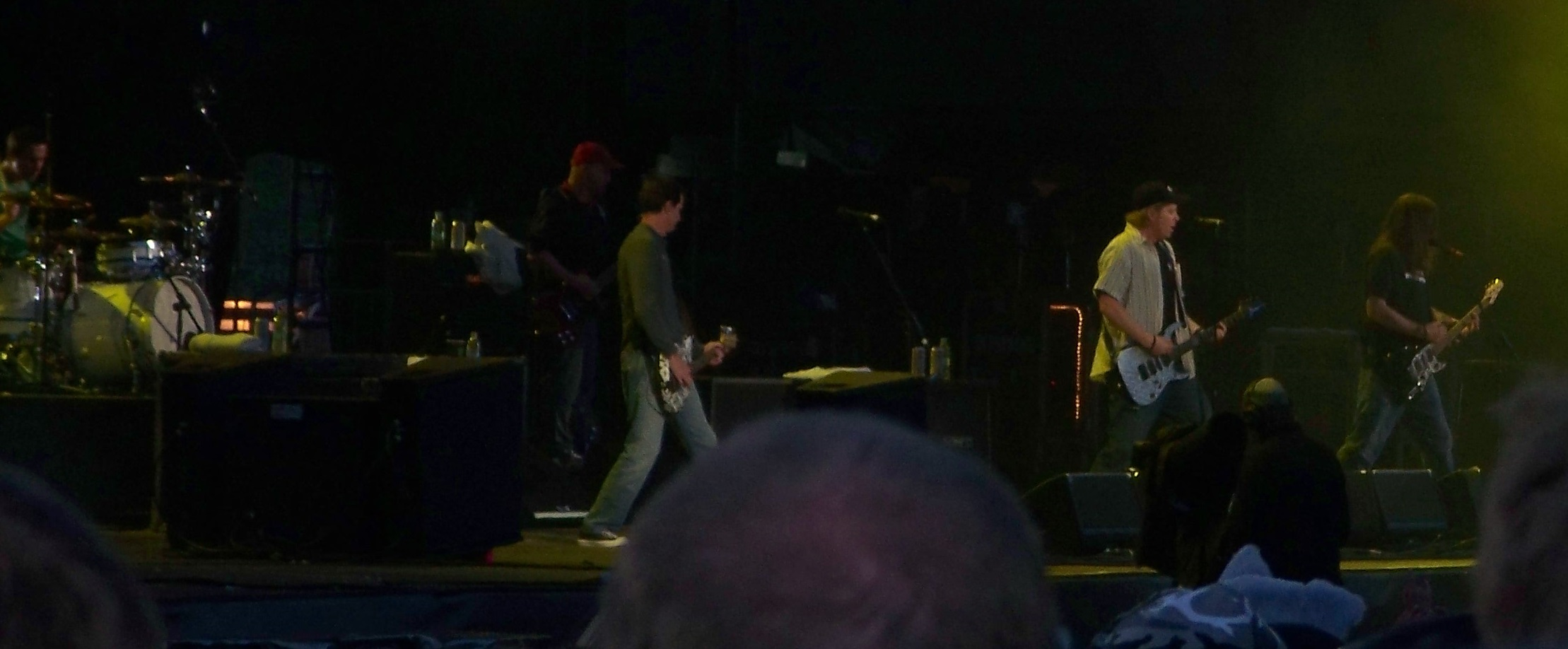
El grupo a Download Festival en junio de 2008.

The Offspring, lejos de desistir en su intento de lanzar su nuevo álbum gratuitamente en la red, ahora sin el apoyo de Napster, organizó un concurso en directo desde MTV mediante el que la banda pretendía premiar con un millón de dólares a uno de los fane que se descargasen Conspiracy Of One de la red. La banda alegaba que, ya que el disco terminaría antes o después en la red, "pensamos que si los fans lo van a descargar, que lo puedan descargar de nosotros". Tras fuertes problemas con Columbia, el concurso acabó por reducir el premio y el método, ya que sólo era ya necesario descargar su sencillo "Original Prankster". Noodles confirmó sus intenciones al explicar que:

"Era algo de lo que estuvimos hablando todos juntos. Fue una idea que se le ocurrió a uno y a todos nos gustó la idea. Decidimos llevarla adelante, pero nos sentimos muy afortunados de estar en nuestra posición, la de ser un grupo al que las cosas han ido muy bien. Por eso sentimos que le debíamos algo a nuestros fans por todo su apoyo. Queríamos hacer algo que hiciese hablar a la gente sobre este disco, que funcionara también a nivel promocional.

No sé cuánta gente se habrá bajado el single hasta el momento, pero lo que sí sé es que todo el mundo se lo puede bajar de forma gratuita desde cualquier parte del planeta. Ahora la relación con el sello está bien, pero nos sentimos un poco decepcionados de no poder hacer lo que teníamos planeado. Comunicamos en internet lo que queríamos hacer con este disco y pensábamos que iba a funcionar perfectamente, que ayudaría a difundir la información sobre el disco. Al principio daba la impresión de que Sony nos iba a dejar llevar a cabo nuestro experimento, lo parecía de verdad, pero en el último momento los abogados empezaron a meterse y todo esto acabó siendo una auténtica locura. Por un momento pensamos que el disco no iba a poder editarse hasta dentro de un año. Nosotros habíamos grabado el disco y queríamos salir inmediatamente de gira para presentarlo, así que no queríamos que lo tuviesen retenido por ninguna razón. Llegamos a un acuerdo con Columbia y al final todo ha salido bien. Hemos tenido que aceptar algunas condiciones, pero se hace lo que se puede".

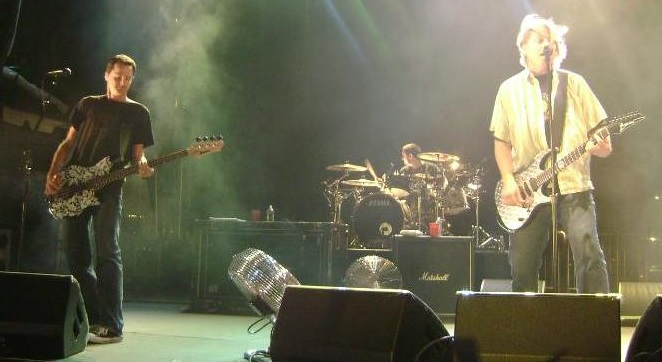
La banda en Charlotte, Carolina del Norte, en septiembre de 2008.

El 14 de noviembre del 2000 salió a la venta el esperado y polémico sexto álbum de la banda, Conspiracy of One. El CD se basaba en el punk melódico que The Offspring venía tocando desde Smash, pero con aires mucho más comerciales (prueba de ello es la participación del rapero Redman en la canción "Original Prankster"); sin embargo no logró satisfacer a la crítica, ni mantener las ventas de Americana vendiendo 5 millones de discos en todo el mundo. Sus ventas se debieron, en gran medida, al gran éxito del primer sencillo "Original Prankster" y de la segunda pista, "Want You Bad". El siguiente sencillo y video fue "Million Miles Away", el cual no gozaría de mucha fama ni gran circulación por los medios de comunicación. "One Fine Day" fue el cuarto y último sencillo del álbum, sin video comercial ni publicidad apenas. Con este disco la banda sacó su segundo DVD titulado "Huck It", con contenidos similares a su anterior DVD.
En el año 2002 The Offspring participó en la banda sonora de la película “Orange County” con el tema "Defy You". La banda convirtió la canción en su próximo sencillo y video, logrando una vez más aparecer en las listas mundiales. Este fue el último tema en el que participase el baterista Ron Welty, ya que en el 2003 abandonó la banda después de 16 años para empezar Steady Ground, una banda en la cual él es el baterista y coproductor.

### Etapa post-Welty (2003–2007)

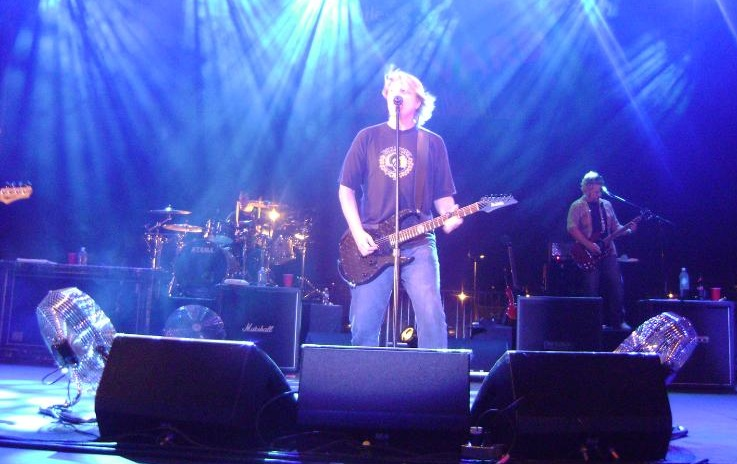
Dexter Holland, Pete Parada y Andrew Freeman con el grupo en Charlotte.

"La marcha de Ron (Welty), tras estar más de quince años junto a nosotros, como te puedes imaginar ha sido un golpe muy duro de encajar, pero no podemos más que respetar su decisión y seguir adelante". Así explicó Noodles el sentir del grupo tras la decisión que Welty adoptó de abandonar The Offspring. Josh Freese grabó con la banda el álbum Splinter, que vio la luz el 9 de diciembre de 2003. Freese cumplió con la grabación y, como acordaron, volvió a sus proyectos en The Vandals y A Perfect Circle. Poco después anunciaron que Atom Willard ingresaba, en principio, como baterista de la gira. Noodles aseguró que "en cuanto a Atom, hemos tenido la suerte de encontrarnos con otro batería estupendo. Ahora mismo se está adaptando a la banda, aunque la verdad es que no nos hemos planteado si va a ser o no miembro oficial de The Offspring, solo nos vamos a limitar a esperar que las cosas sucedan".
El título original del álbum iba a ser Chinese Democracy, el nombre del disco retrasado de Guns N' Roses, debido a que Holland tuvo un enfrentamiento con Axl Rose, pero éste inició una demanda contra Holland y para no alargar más el lanzamiento, The Offspring decidió simplemente cambiar el título del álbum por el de Splinter. El primer sencillo correspondió a "Hit That", un sencillo muy en la línea comercial que venía utilizando la banda en sencillos como "Original Prankster" y "Pretty Fly (For A White Guy)" el cual gozó de una gran aceptación y alcanzó llegar a la cima de las listas de éxitos estadounidenses. A éste le siguió el video de "(Cant Get My) Head Around You", que no pudo alcanzar el éxito que tuvo el sencillo anterior. El tercer y último sencillo del álbum correspondió a la canción "Spare Me The Details", del cual no se grabó videoclip. Asimismo, a pesar de no ser lanzado como sencillo, realizaron un videoclip para el tema "Da Hui". Las ventas se hundieron completamente en comparación con los trabajos anteriores, vendiendo alrededor de 3.200.000 de copias en todo el mundo. En contraposición, la gira del disco que la banda comenzó en febrero de 2004 fue espectacular, visitando 22 países y realizando 97 conciertos en los cinco continentes, visitando España y Sudamérica (Argentina, Brasil, Colombia y Venezuela). El 14 de noviembre, la banda echó el telón al Splinter Tour con un concierto en Anaheim, California.

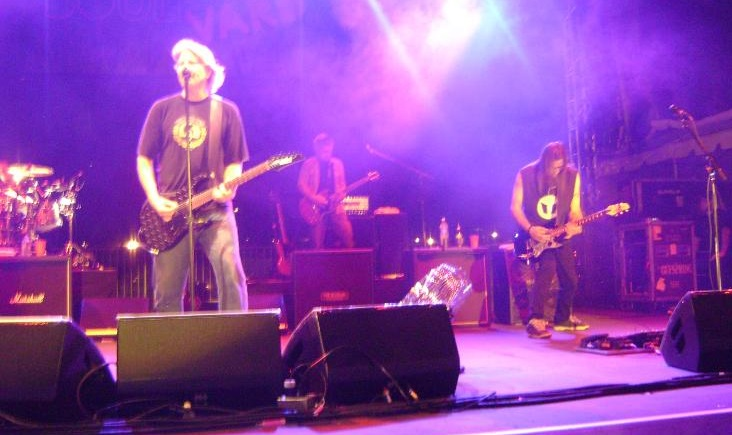
Dexter Holland, Andrew Freeman y Noodles con la banda en Charlotte.

Después de un período de inactividad, la banda lanzó un álbum recopilatorio de sus grandes éxitos el 21 de junio del 2005, en el cual incluyeron sus temas más destacados a lo largo de casi 20 años de carrera musical. La compilación se abre con el tema inédito "Can't Repeat", que a la vez fue el sencillo de presentación del mismo. El CD incluía una pista oculta, "Next To You" original de The Police, que también logró figurar en los rankings sin tener un video. Al mismo tiempo este disco de Grandes Éxitos fue lanzado en formato DVD con todos los videos de sus hits y algunas presentaciones en vivo, y además incluye a Holland y Noodles discutiendo sobre la historia de las canciones del disco, y como bonus la versión acústica de "Dirty Magic" (canción que formó parte del disco Ignition).
El 27 de julio de 2007 la web oficial del grupo confirmó que Atom Willard había dejado la banda para seguir con su proyecto en Angels and Airwaves, la banda del ex-guitarrista de blink-182, Tom DeLonge. Lo sustituyó Pete Parada, ex-batería de Saves The Day, Face to Face, Jackson United, Ali Handel, Halford y Engine.

### Rise And Fall, Rage And Grace(2008–2009)

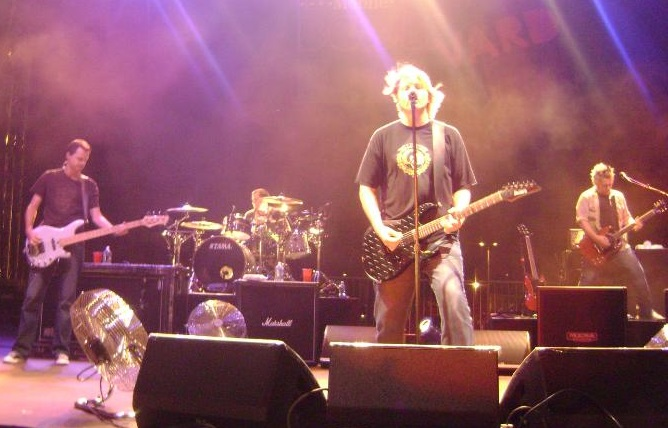
Dexter, Greg, Pete y Freeman con Noodles en Charlotte.

El 9 de abril de 2008 Dexter Holland anunció en la página oficial del grupo que el siguiente álbum, titulado Rise and Fall, Rage and Grace, sería lanzado el 17 de junio, después de más de un año de grabación. Según palabras del mismo Dexter Holland, "Hemos trabajado mucho en este álbum y considero que es el mejor album que hemos hecho".
Rise and Fall, Rage and Grace fue producido por Bob Rock, productor de Metallica y Mötley Crüe, entre otros. Dexter anunció previamente que no incluiría ningún outtake o canciones nunca salidas a la luz, como "Pass Me By", que es una canción que fue eliminada de Splinter por ser considerada demasiado dura para el estilo del álbum.
El primer sencillo fue "Hammerhead", una canción que tocaron en varias oportunidades durante el Summer Sonic 2007. Llegó a las radios a principios de mayo, y no triunfó en exceso.
La banda confirmó que el segundo sencillo del álbum sería "You're Gonna Go Far, Kid", que tuvo una gran aceptación en las radios de Norteamérica, mayor que Hammerhead, llegando a los primeros puestos de las listas, con un ritmo más comercial.
El 13 de diciembre The Offspring participó en el noveno KROQ Almost Acoustic Christmas. En una entrevista en dicho show, el guitarrista Noodles anunció que la banda descansaría durante unos meses y posteriormente anunciaría una gira por Estados Unidos.
El tercer sencillo, "Kristy, Are You Doing Ok?" también se posicionó en las listas.
El cuarto y último sencillo, "Stuff Is Messed Up", contó con un video dirigido por F. Scott Schafer y Sean Evans.

### Days Go By(2009–2013)
En junio de 2009, Noodles declaró que Dexter Holland comenzó a realizar los trabajos preliminares con Bob Rock en Hawái, para el cual sería el noveno álbum de The Offspring. Luego, la banda se tomó un descanso del proceso de grabación con el fin de unirse a 311 en el Unity Tour del verano de 2010. La gira de 19 fechas se llevó a cabo en anfiteatros localizados a lo largo de los Estados Unidos, también contando con la banda Pepper como invitados especiales. El 18 de junio de 2010, en un concierto en Las Vegas, The Offspring tocó una nueva canción, titulada "You Will Find a Way", que más tarde se convirtió en la canción "Days Go By". Después de eso, la banda volvió a los estudios para comenzar a trabajar en el álbum nuevamente.
El 4 de agosto de 2010 The Offspring lanzó un álbum recopilatorio titulado: Happy Hour!. Este material contiene grandes éxitos, remixes, canciones de bandas sonoras y lados B, así como covers de grupos como AC/DC, Iggy Pop, Billy Roberts, TSOL o Buzzcocks. Fue lanzado solo en Japón y vendió aproximadamente 600,890 copias.
En enero de 2011, el baterista de sesión Josh Freese (quien grabó las pistas de batería en Splinter y en Rise and Fall, Rage and Grace) mencionó en su página web que estuvo en el estudio trabajando con The Offspring una vez más. La banda interrumpió nuevamente su trabajo en 2011 con el fin de salir de gira por Europa.

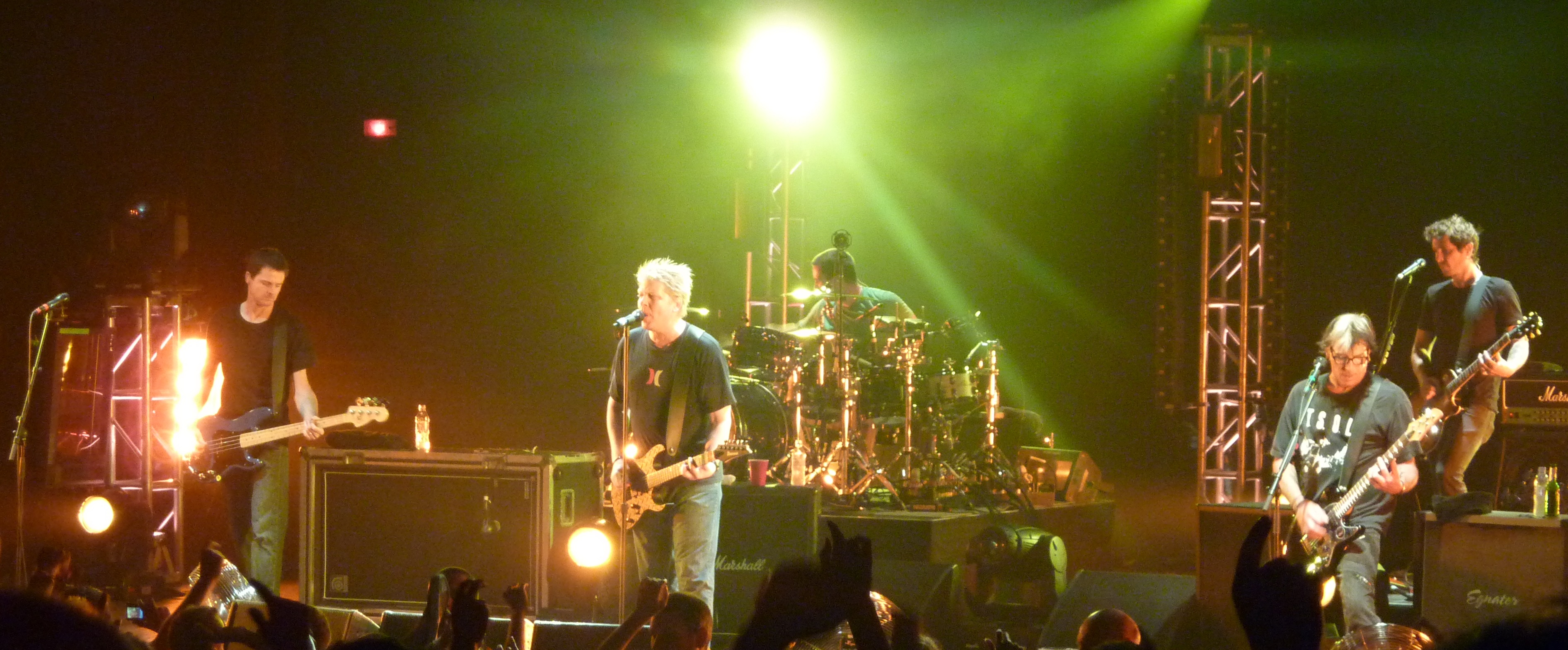
The Offspring en vivo el 29 de agosto de 2009 en Londres.

Luego de la gira, la banda comenzó a grabar nuevamente y tiempo después se anunció que el álbum ya estaba en la etapa de mezcla. Luego, The Offspring encabezó dos conciertos en el Festival PunkSpring, en Japón. El primero de los conciertos lo realizó el 31 de marzo de 2012 en Tokio, y el segundo el 1 de abril de 2012 en Osaka, junto con Sum 41, New Found Glory y All Time Low. En uno de los espectáculos, The Offspring tocó una canción nueva llamada "The Future Is Now", que más tarde pasaría a formar parte del álbum Days Go By. En el verano del 2012, la banda también tocó en los festivales de Rock am Ring/Rock im Park y Nova Rock. Antes de eso, la banda tocó en el aniversario número 20 del concierto anual de KROQ Weenie Roast, que tubo lugar en el anfiteatro Verizon Wireless en Irvine, California, el 5 de mayo de 2012.
En marzo de 2012, la banda anunció en su página de Twitter que el álbum estaba terminado. El 27 de abril del 2012, se estrenó el nuevo sencillo de The Offspring, llamado "Days Go By". El 30 de abril de 2012, la banda lanzó el segundo sencillo del álbum, "Cruising California (Bumpin' in My Trunk)". Ese mismo día, la banda anunció en su sitio web que el nombre de su noveno álbum de estudio sería Days Go By, que finalmente salió a la venta el 26 de junio de 2012 en Estados Unidos.
A principios del otoño de 2012, The Offspring salió de gira con Neon Trees y Dead Sara. En el 2013, la banda fue la principal atracción del festival de Soundwave en Australia junto a Metallica y Linkin Park. Después de esto, se presentaron en la edición número 20 del evento de WJRR Earthday Birthday, el 13 de abril de 2013. Un mes después tocaron en el festival de música Gulfport. Luego, The Offspring pasó gran parte de la primavera, verano y otoño del 2013 brindando shows en Europa, Estados Unidos y América del Sur. En noviembre y diciembre del 2013, participaron en el Warped Tour por primera vez en ocho años, esta vez en Australia.
El 20 de junio de 2013, se informó de que The Offspring estaba trabajando en un álbum en vivo con el ingeniero Ian Charbonneau. En lugar de publicarlo de una manera estándar, se anunció que el álbum en vivo (que fue grabado en Varsovia, Polonia, en el festival de Orange Warsaw) iba a estar disponible en línea.

### Giras mundiales y Round Hill (2013–2018)
The Offspring anunció que esperaban comenzar a trabajar en su décimo álbum de estudio después de la gira de Days Go By, y que estaban considerando publicar su nuevo álbum de manera independiente, debido a que ya habían cumplido con su contrato con Columbia Records. El guitarrista Noodles declaró que esperaba que el grupo entrara al estudio en 2014 para comenzar a grabar su nuevo álbum. El vocalista Dexter Holland declaró en una entrevista en mayo de 2013 que escribió una canción "punk" sobre "el gobierno que te mantiene abajo". El 16 de julio de 2013, Dexter publicó 5 nuevas fotos del proceso de grabación en la página de Facebook de The Offspring titulado "En el estudio julio de 2013", lo que indicó que la banda ya había comenzado a trabajar en su nuevo álbum. Al igual que Rise and Fall, Rage and Grace y Days Go By, el nuevo álbum también iba a ser producido por Bob Rock.
El 23 de octubre de 2013, el bajista Greg K. comunicó a "May the Rock Be With You" que The Offspring estuvo "trabajando en un par de sencillos", pero que no estaban seguros de lo que "iban a hacer con ellos." Luego agregó: "Por lo que se refiere a un álbum a gran escala no trabajamos en eso todavía, si hacemos algo no será por lo menos hasta el año que viene, pero todavía estamos avanzando y todavía estamos intentando sacar algo nuevo". En el 2014 también se cumplieron 30 años de la creación del grupo.

### Let the Bad Times Rolly salidas de Greg y Parada (2019–2022)
En agosto de 2019, después de varios meses de alejamiento, el bajista Greg K demandó a sus compañeros de banda por desacuerdo sobre los derechos del nombre del grupo.
El 8 de febrero de 2021, Dexter y Noodles publicaron un video confirmando que el álbum estaba terminado con una fecha de lanzamiento oficial y el anuncio del sencillo próximamente. El 23 de febrero de 2021, The Offspring lanzó la canción principal del décimo álbum de estudio Let the Bad Times Roll como su sencillo principal a través de servicios de streaming; la fecha de salida del álbum es el 16 de abril.
El 2 de agosto de 2021, el baterista Pete Parada anunció que había sido despedido de The Offspring por negarse a vacunarse contra el COVID-19, pero también afirmó que lo hizo por "recomendación médica". Explicó esto diciendo: "Dado mi historial médico personal y el perfil de efectos secundarios de estos golpes, mi médico me ha aconsejado no vacunarme en este momento. Contraje el virus hace más de un año, fue leve para mí - así que estoy seguro de que podría manejarlo nuevamente, pero no estoy tan seguro de que sobreviviría a otra ronda posterior a la vacunación del síndrome de Guillain-Barré, que se remonta a mi infancia y ha evolucionado para ser progresivamente peor a lo largo de mi vida. Desafortunadamente para mí (y para mi familia, que espera mantenerme un poco más), los riesgos superan con creces los beneficios". En una entrevista en noviembre de 2021, Holland y Wasserman detallaron los "obstáculos" que siguieron encontrando al considerar lo que sería necesario para organizar una gira con un miembro del grupo no vacunado, y manifestaron que la decisión había sido tomada “por el momento”; Sin embargo, en agosto de 2021, Pete Parada anunció que había sido despedido no solo de la gira sino también del estudio. En una entrevista del 4 de marzo de 2023, Parada confirmó que fue despedido y que ya no es miembro de The Offspring y que había formado una nueva banda llamada The Defiant.

### Supercharged(2022–presente)
En una entrevista de septiembre de 2022 con la estación de radio brasileña 89FM A Rádio Rock, el líder Dexter Holland confirmó que The Offspring comenzó a trabajar en nuevo material para su undécimo álbum de estudio: "... tiempo libre en la pandemia y sentimos que, 'Hemos vuelto. Aprovechémoslo al máximo en este momento'. Así que estamos trabajando en un nuevo álbum". Holland le dijo a Times Colonist en noviembre que la banda comenzaría a grabar su nuevo álbum en enero de 2023 con Bob Rock. The Offspring anunció en las redes sociales en marzo de 2023 que estaban "de vuelta en el estudio".
En una entrevista de mayo de 2024 con la estación de radio 99X de Atlanta, Holland y el guitarrista Noodles confirmaron que el undécimo álbum de estudio de la banda estaba terminado y que estaban trabajando en la portada y el título del álbum. Al mes siguiente, se anunció que el álbum se titularía Supercharged y se lanzará el 11 de octubre de 2024. El primer sencillo del álbum, "Make It All Right", se lanzó el 7 de junio.

## Estilo musical
Desde 1990 hasta 1997, se caracterizó por tener un estilo claramente punk rock y skate punk, e incluso hardcore punk en sus inicios.
En Americana y Conspiracy Of One la banda realizó varios temas "menos serios" y adquirió un sonido más cercano al pop punk, con temas cómo "Pretty Fly (for a White Guy)" u "Original Prankster".
En Splinter se pudo ver una mezcla de sonidos de hardcore melódico, punk rock, pop punk y metal alternativo.
El heavy metal también ha tenido una influencia muy notoria en la banda, de hecho, la web especializada en música allmusic, se refirió a ellos como una banda que toca "punk inflectado con metal" y, que pese a intentar seguir la tradición del indie rock de los 80, siempre sonaron más como una banda de heavy metal.
En 2008, con Rise and Fall, Rage and Grace la banda se adentra en nuevos sonidos con algunos efectos electrónicos y baladas, cómo su sencillo "Kristy Are You Doing Ok?", mientras que mantiene canciones con un sonido duro ("Hammerhead"). Por primera vez, desde Smash, un álbum no incluye ninguna canción ska. También por primera vez, desde Ignition, no incluye ninguna canción de introducción como "Time To Relax", "Disclaimer", "Welcome" o "Neocon".
The Offspring, también ha realizado temas cercanos al grunge, cómo "Dirty Magic" o "Vultures", ambos influenciados por "Come As You Are" de Nirvana y otros con características propias, como "Self Esteem" y "Gotta Get Away".
Otros cercanos al ska ("What Happened to You", "The Worst Hangover Ever", "Don`t Pick It Up...") pero siempre con un estilo único que caracteriza a una de las bandas de rock más importantes de la década de 1990.
Entre las influencias musicales del grupo se encuentran The Adolescents, The Beach Boys, Bad Religion, Dead Kennedys, Descendents, The Dickies, The Ramones, Sex Pistols, Social Distortion, Iron Maiden, Metallica, TSOL, The Vandals, Black Flag, The Police, Kiss, Bad Brains e inclusive Bob Marley & The Wailers, según comenta Dexter.

## Miembros
| Miembros actuales - Dexter Holland: voz principal (1984–presente), guitarra rítmica (1984–presente), teclados (2006–presente), guitarra principal (1984–1985, 1998–2005, 2008–presente), bajo (2018–presente), coros (1984) - Noodles: guitarra principal, coros (1985–presente) - Todd Morse: bajo (2019–presente), coros (2019–presente, 2009–2019 como músico de gira), guitarra rítmica (2009–2019, como músico de gira), guitarra principal (2017 como músico de gira) - Brandon Pertzborn: batería (2023–presente) - Jonah Nimoy: guitarra rítmica, teclados, coros (2023–presente; 2017, 2019–2023 como músico de gira), percusión (2023–presente, 2020–2023 como músico de gira) Antiguos miembros - Doug Thompson: voz principal (1984, muerto en 2003) - Jim Benton: batería (1984) - Greg K.: bajo, coros (1984–2018) - James Lilja: batería, coros (1984–1987) - Marcus Parrish: guitarra principal, coros (1985) - Ron Welty: batería (1987–2003) - Atom Willard: batería (2003–2007) - Pete Parada: batería (2007–2021) | Músicos de estudio - Josh Freese: batería en Splinter, Rise and Fall, Rage and Grace, Days Go By, Let the Bad Time Roll, y Supercharged Músicos de gira - Chris "X-13" Higgins: coros (1993–2005), percusión (1997–2005), guitarra rítmica (1998–2005), teclados (2004–2005) - Phil Jordan: trompeta (1998) - Ronnie King: teclados, instrumentos electrónicos (2003–2004) - Warren Fitzgerald: guitarra rítmica, coros (2008) - Andrew Freeman: guitarra rítmica, coros (2008–2009) - Scott Shiflett: bajo, coros (2008) - Tom Thacker: guitarra rítmica, coros (2013, 2017) - Tony Kanal: bajo (2018–2019) - Josh Freese: batería (2021–2023) - Jamie Miller: batería (2021) - Will Dorsey Jr.: batería (2022) |

Línea de tiempo

## Discografía
Álbumes de estudio
- 1989: The Offspring
- 1992: Ignition
- 1994: Smash
- 1997: Ixnay on the Hombre
- 1998: Americana
- 2000: Conspiracy of One
- 2003: Splinter
- 2008: Rise and Fall, Rage and Grace
- 2012: Days Go By
- 2021: Let the Bad Times Roll
- 2024: Supercharged